# Anarchism in America
Anarchism in America (que al español se traduce Anarquismo en Estados Unidos) es un documental de 1983, dirigido por Steven Fischler y Joel Sucher y producido por Pacific Street Films, que en 2006 ha sido relanzado por AK Press en DVD. 
La película identifica al anarquismo como la única ideología genuinamente antiautoritaria, y discute en qué forma los ideales anarquistas se alinean con los ideales de la tradición revolucionaria estadounidense y su espíritu independiente, desde camioneros hasta intelectuales, desde comunidades rurales hasta zonas urbanas.
En el documental intervienen Paul Avrich, Jello Biafra, Murray Bookchin, Mollie Steimer, Karl Hess, y el poeta Kenneth Rexroth. Se trata el tema de la guerra civil española de 1936, la revolución rusa de 1917, la influencia de Emma Goldman y el caso de los anarquistas ejecutados Sacco y Vanzetti.  